# Mariano Falcinelli Antoniacci
Mariano Falcinelli Antoniacci (Assisi, 10 o 16 novembre 1806 – Roma, 29 maggio 1874) è stato un cardinale, abate e arcivescovo cattolico italiano.

## Biografia
Nacque da nobile famiglia e fu battezzato con il nome di Lorenzo Baldassarre Luigi. Era figlio di Giovanni Battista Falcinelli Antoniacci e di Aloisia Alessi.
Entrò nella Congregazione cassinese nell'abbazia di San Pietro di Assisi. Il 18 dicembre 1825 emise la professione religiosa nel monastero di San Paolo fuori le mura a Roma. Studiò alla facoltà teologica dell'Università di Firenze, dove conseguì la laurea in teologia e in filosofia.
Il 13 giugno 1829 fu ordinato presbitero. Dal 1850 fu abate di San Paolo fuori le mura.
Il 7 marzo 1853 fu nominato vescovo di Forlì e fu consacrato vescovo il 17 aprile dello stesso anno dal cardinale Gabriel della Genga Sermattei. Il 21 dicembre 1857 fu promosso arcivescovo titolare di Atene. Fu internunzio apostolico in Brasile dal 1858 al 1863, quindi nunzio apostolico in Austria fino al 1874.
Papa Pio IX lo elevò al rango di cardinale nel concistoro del 22 dicembre 1873. Il 4 maggio 1874 ebbe il titolo di San Marcello.
Morì a Roma all'età di 67 anni e fu sepolto provvisoriamente al Cimitero del Verano, per poi essere traslato nel cimitero di Assisi.

## Genealogia episcopale e successione apostolica
La genealogia episcopale è:
- Cardinale Scipione Rebiba
- Cardinale Giulio Antonio Santori
- Cardinale Girolamo Bernerio, O.P.
- Arcivescovo Galeazzo Sanvitale
- Cardinale Ludovico Ludovisi
- Cardinale Luigi Caetani
- Cardinale Ulderico Carpegna
- Cardinale Paluzzo Paluzzi Altieri degli Albertoni
- Papa Benedetto XIII
- Papa Benedetto XIV
- Papa Clemente XIII
- Cardinale Giovanni Carlo Boschi
- Cardinale Bartolomeo Pacca
- Cardinale Gabriel della Genga Sermattei
- Cardinale Mariano Falcinelli Antonacci, O.S.B.Cas.

La successione apostolica è:
- Arcivescovo Antônio de Macedo Costa (1861)
- Vescovo Luiz da Conceição Saraiva, O.S.B. (1861)
- Vescovo Domingos Quirino de Souza (1861)
- Vescovo Sebastião Pinto do Rêgo (1862)
- Vescovo László Bíró de Kezdi-Polany (1867)
- Cardinale Josip Mihalović (1870)